# Pelasgo
Segundo Henry-Fines Clinton, houve cinco ou seis personagens diferentes com o nome Pelasgo, o que levou à muita confusão, tanto entre os autores antigos quanto aos analistas modernos. Clinton rejeita a ideia de que os vários personagens com o mesmo nome foram confundidos porque Pelasgo não era o nome de uma pessoa, mas o nome de uma nação, e tenta reconstruir a opinião dos escritores antigos. Por este reconstrução, os personagens de nome Pelasgo são:
- Pelasgo (rei da Arcádia), pai de Licaão, irmão de Argos e filho de Níobe, viveu na nona e décima gerações antes da Guerra de Troia (inconsistente com ser filho de Níobe, o que o jogaria para a décima-sexta geração antes da Guerra de Troia);[1][4][5]
- Pelasgo (filho de Triopas) e pai de Larissa;[1]
- Pelasgo (filho de Larissa) e neto do anterior, plantou uma colônia na Tessália;[1]
- Pelasgo (filho de Estênelo) e neto de Crotopo;[6]
- Pelasgo (filho de Arestor) e neto de Iaso.[6]